# Solidaritate (drept)
În drept, solidaritatea se referă la mai multe sensuri, în funcție de ramura dreptului în cauză. De cele mai multe ori conceptul este folosit în dreptul obligațiilor, unde implică responsabilitatea mutuală a mai multor codebitori de a îndeplini o anume obligație. O obligație solidară se referă la cazul în care codebitorii se reprezintă reciproc și, deci, unul dintre aceștia poate îndeplini de unul singur obligația și pentru ceilalți.